# Osiek Duży
Osiek Duży – wieś w Polsce położona w województwie opolskim, w powiecie namysłowskim, w gminie Świerczów.
W latach 1975–1998 miejscowość administracyjnie należała do ówczesnego województwa opolskiego.